# 게리 무어
로버트 윌리엄 게리 무어(영어: Robert William Gary Moore, 1952년 4월 4일 ~ 2011년 2월 6일)는 북아일랜드의 음악가이자 기타리스트였다. 그의 경력 동안 그는 다양한 그룹에서 연주했고 블루스, 블루스 록, 하드 록, 헤비 메탈 그리고 재즈 퓨전을 포함한 다양한 음악을 공연했다.
1960년대 후반, 피터 그린과 에릭 클랩튼의 영향을 받아 무어는 스키드 로에 합류하여 두 장의 음반을 발매하면서 그의 경력을 시작했다. 무어가 그룹을 떠난 후, 그는 그의 전 스키드 로 밴드 동료이자 자주 협력하는 필 라이넛이 피처링으로 참여한 씬 리지에 합류했다. 무어는 1970년대에 솔로 커리어를 시작했고, 1979년 그의 대표곡으로 여겨지는 〈Parisienne Walkways〉로 주요한 성공을 거두었다. 1980년대 동안, 무어는 다양한 국제적인 성공 정도를 보이며 하드 록과 헤비 메탈을 연주하는 것으로 전환했다. 1990년, 그는 그의 경력에서 가장 성공적인 음반이 된 《Still Got the Blues》로 자신의 뿌리로 돌아왔다. 무어는 그의 이후의 경력 동안, 때때로 다른 아티스트들과 협업하며 새로운 음악을 계속 발표했다. 무어는 스페인에서 휴가를 보내던 중 심장마비로 2011년 2월 6일에 사망했다.

## 생애
1952년 북아일랜드 벨파스트에서 태어났다. 1970년 스키드 로(Skid Row, 미국 헤비 메탈 밴드 스키드 로(Skid Row)와는 이름만 같을 뿐 서로 다른 밴드이다)로 데뷔 후 Scars, BBM, 콜로세움 II 등의 밴드 활동을 하였다. 당시 16세의 나이에 벨파스트의 전설적인 트리오 스키드 로(Skid Row)를 출범시켜 두장의 앨범을 발표하였고, 피터 그린이 이끌던 플리트우드 맥(Fleetwood Mac)에 오프닝 밴드로 명성을 얻기 시작했다.
1978년 자신의 첫 솔로앨범 《Back On The Streets》를, 1982년에는 《Corridors Of Power》를 발표하여 흥행에 성공하였다. 1983년에 《Victims Of The Future》를 내놓아 UK 차트 12위까지 오르는 성공을 거둔다. 잘 알려진 〈Empty Rooms〉를 비롯하여, 구 소련의 KAL기 격추를 규탄한 〈Murder in The Skies〉를 통해 현란한 기타 연주력을 선보였다. 1991년 블루스 스타일의 앨범 《Still Got The Blues》를 발표하여 타이틀곡을 비롯해 여러 곡을 유행시켰다. 1992년에는 게리 무어는 두 번째 블루스 음반 《After Hours》를 발표하였다.
2011년 2월 6일 스페인 에스테포나에서 심장마비로 사망했다.
향년 60세

## 음반 목록
- Grinding Stone (1973)
- Back on the Streets (1978)
- G-Force (1980)
- Dirty Fingers (1981)
- Corridors of Power (1982)
- Victims of the Future (1983)
- Run for Cover (1985)
- Wild Frontier (1987)
- After the War (1989)
- Still Got the Blues (1990)
- After Hours (1992)
- BBM (1994)
- Blues for Greeny (1995)
- Dark Days in Paradise (1997)
- A Different Beat (1999)
- Back to the Blues (2001)
- Scars (2002)
- Power of the Blues (2004)
- Old New Ballads Blues (2006)
- Close as You Get (2007)
- Bad for You Baby (2008)